# Faulkner Escarpment
La Faulkner Escarpment (in lingua inglese: Scarpata Faulkner), è una scarpata montuosa antartica, coperta di ghiaccio e lunga 56 km, che forma il margine orientale del Nilsen Plateau e della Fram Mesa, nei Monti della Regina Maud, in Antartide. Si innalza oltre i 3.000 m e si sviluppa in direzione nord-sud.
La scarpata montuosa fu avvistata per la prima volta nel 1934 dal gruppo geologico guidato da Quin Blackburn, che faceva parte della seconda spedizione antartica (1933-35) dell'esploratore polare statunitense Byrd.
La denominazione è stata assegnata dallo stesso Byrd in onore di Charles J. Faulkner, Jr., consigliere di amministrazione della Armour and Company, azienda agroalimentare di Chicago specializzata nel commercio della carne, che era stato uno dei contributori della spedizione.